# Nathanaël Berthon

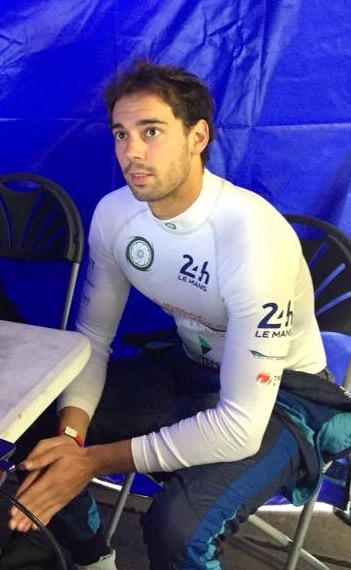
Nathanaël Berthon (2015)

Nathanaël Berthon (* 1. Juli 1989 in Romagnat) ist ein französischer Automobilrennfahrer. Er startete von 2012 bis 2015 in der GP2-Serie. Ab 2016 trat er in der FIA-Langstrecken-Weltmeisterschaft (WEC) an.

## Karriere
Wie die meisten Motorsportler begann Berthon seine Karriere im Kartsport, in dem er von 2006 bis 2007 aktiv war. 2008 wechselte er in den Formelsport und trat sowohl in der westeuropäischen Formel Renault, in der er den 18. Gesamtrang belegte, als auch im Formel Renault 2.0 Eurocup, in dem er punktelos blieb, an. 2009 blieb er in beiden Rennserien und startete für Epsilon Euskadi. Während er mit einem Sieg den sechsten Gesamtrang im Formel Renault 2.0 Eurocup erzielte, wurde er mit zwei Siegen Dritter in der westeuropäischen Formel Renault. Da er der beste französische Pilot in der westeuropäischen Formel Renault war, erhielt er den Meistertitel der französischen Formel Renault.

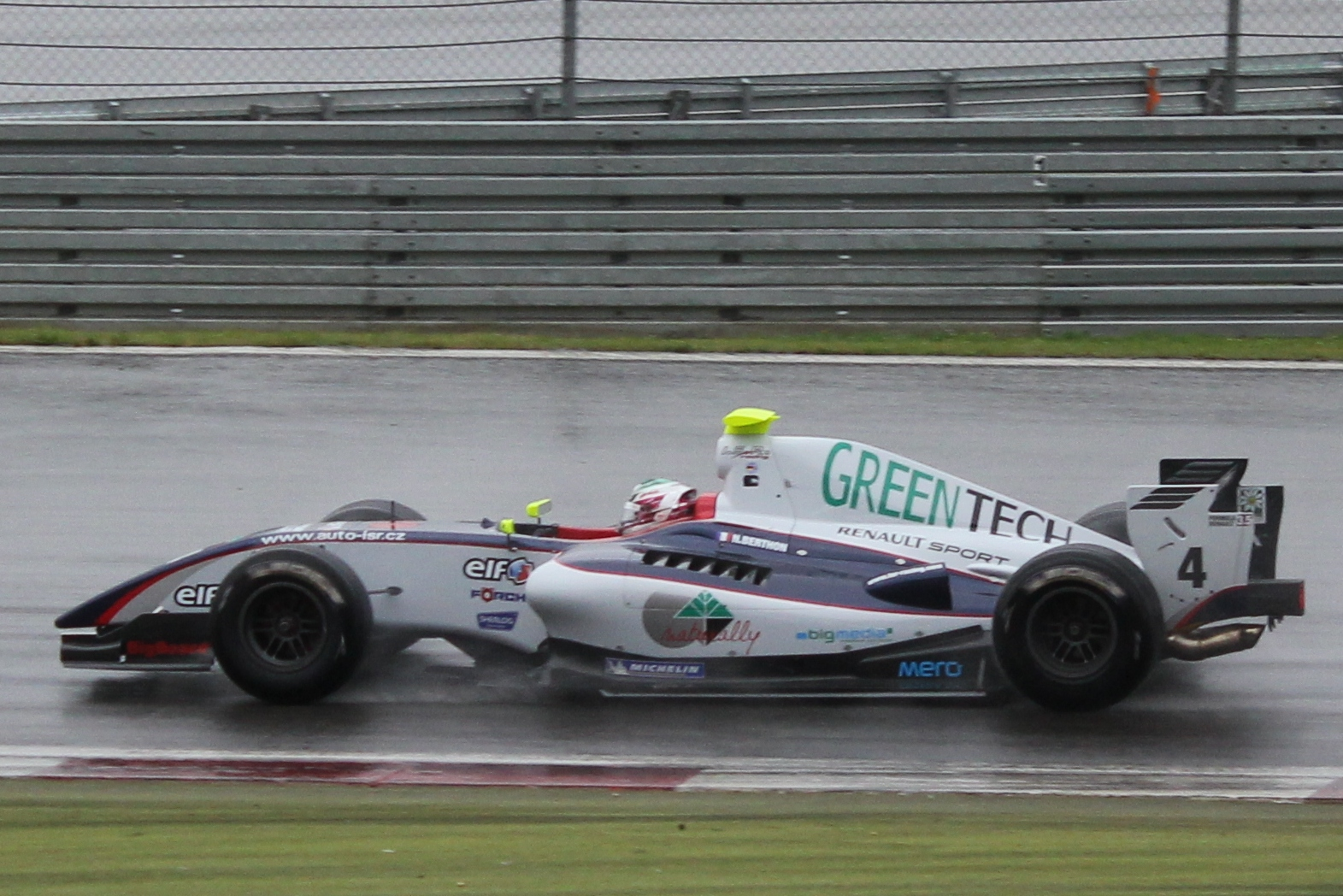
Nathanaël Berthon beim Formel-Renault-3.5-Rennen auf dem Nürburgring 2011

2010 wechselte Berthon in die Formel Renault 3.5 zum Meisterteam International DracoRacing und wurde Teamkollege von Julian Leal. Er gab ein gutes Debüt und erzielte bei seinem zweiten Rennen den dritten Platz. Bei seinem Heimrennen in Magny-Cours gelang ihm sein erster Sieg in der Formel Renault 3.5. Berthon beendete die Saison auf dem siebten Gesamtrang und ließ damit Leal, der 20. wurde, deutlich hinter sich. Außerdem absolvierte er Gaststarts in der britischen Formel-3-Meisterschaft. 2011 ging Berthon zunächst für Racing Engineering in der GP2-Asia-Serie an den Start. Er schoss die Saison auf dem 23. Platz in der Gesamtwertung ab. Anschließend absolvierte er für den tschechischen Rennstall ISR seine zweite Saison in der Formel Renault 3.5. Während sein Teamkollege Daniel Ricciardo mit einem Sieg Fünfter wurde, beendete Berthon die Saison mit einem dritten Platz als bestes Resultat auf dem 13. Platz. Nach der Saison nahm Berthon für Racing Engineering am GP2 Final 2011 teil und wurde Elfter. Anschließend debütierte er für HRT bei einer Testfahrt im Formel-1-Auto.

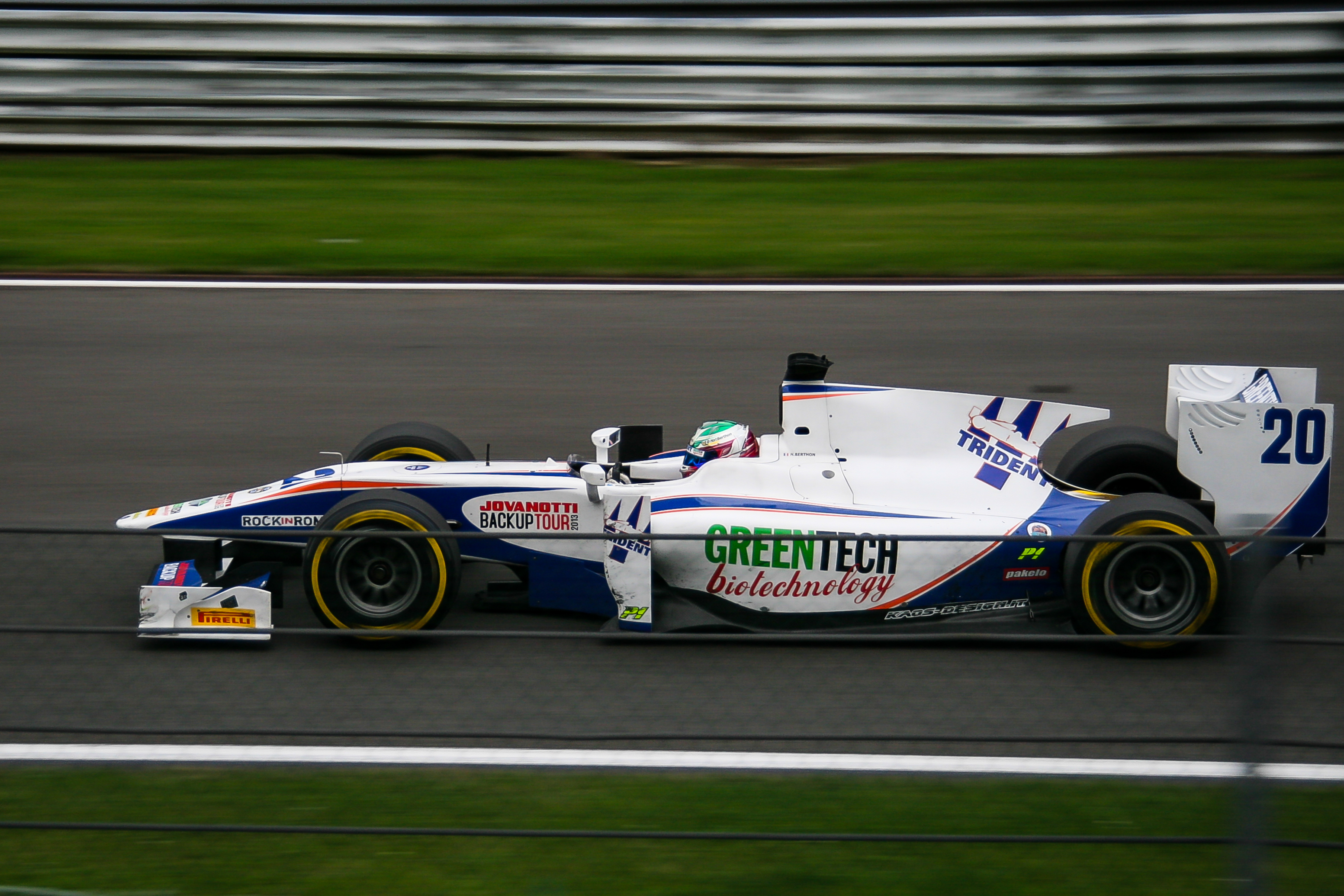
Nathanaël Berthon beim Hauptrennen der GP2-Serie in Spa-Francorchamps 2013

Anfang 2012 ging Berthon für M2 Competition in der Toyota Racing Series, der höchsten Monoposto-Serie Neuseelands, an den Start. Ein vierter Platz war sein bestes Resultat. Er beendete 12 von 15 Rennen innerhalb der Top Zehn. Am Saisonende lag er auf dem siebten Platz in der Fahrerwertung. Anschließend wechselte er in die GP2-Serie, in der er für Racing Engineering in der Saison 2012 antrat. Beim Sprintrennen in Barcelona erzielte er mit einem zweiten Platz seine erste GP2-Podest-Platzierung. Am Saisonende lag Berthon mit zwei zweiten Plätzen als beste Resultate auf dem zwölften Platz der Fahrerwertung. Damit unterlag er seinem Teamkollegen Fabio Leimer, der Siebter wurde. Darüber hinaus nahm er an zwei Rennen der französischen GT-Meisterschaft teil. 2013 erhielt Berthon bei Trident Racing ein GP2-Cockpit. Er erzielte nur auf dem Hungaroring Punkte. Nach Platz acht im Hauptrennen gewann er das Sprintrennen vom ersten Platz aus startend. Es war sein erster GP2-Sieg. Er beendete die Saison auf dem 20. Gesamtrang und unterlag damit teamintern Kevin Ceccon, der nach der ersten Saisonhälfte sein Cockpit verloren hatte.
2014 bestritt Berthon seine dritte GP2-Saison für Venezuela GP Lazarus. Er wurde 20. in der Gesamtwertung und erzielte dabei 17 von 19 Punkten seines Rennstalls. In der Formel Acceleration 1 nahm er für verschiedene Teams an zwei Veranstaltungen teil. Darüber hinaus trat Berthon zu Langstreckenrennen an. Für Murphy Prototypes nahm er an zwei Rennen der European Le Mans Series (ELMS) sowie erstmals am 24-Stunden-Rennen von Le Mans teil. Außerdem bestritt er für Lotus ein Rennen in der FIA-Langstrecken-Weltmeisterschaft (WEC). 2015 blieb Berthon in der GP2-Serie bei Lazarus. Er schloss die Saison auf dem 16. Gesamtrang ab. Darüber hinaus trat er für Murphy Prototypes zu Langstreckenrennen an. Er absolvierte die komplette Saison der European Le Mans Series zusammen mit Michael Lyons und Mark Patterson. Die drei Fahrer wurden mit einem zweiten Platz als bestem Ergebnis Zehnte in der LMP2-Fahrerwertung. Darüber hinaus bestritt Berthon das 24-Stunden-Rennen von Le Mans für Murphy Prototypes. Ende 2015 ging Berthon für das Team Aguri zu drei Rennen der FIA-Formel-E-Meisterschaft an den Start. Bereits bei seinem Debüt beim Beijing ePrix erzielte er als Achter Punkte.
2016 erhielt Berthon ein Cockpit in der FIA-Langstrecken-Weltmeisterschaft beim von Jota Sport betreuten Rennstall G-Drive Racing.
Außerdem fuhr er in den Jahren 2018, 2019 in der WTCR für Audi Sport.

## Statistik

### Karrierestationen
| - 2006–2007: Kartsport - 2008: Formel Renault 2.0 Eurocup - 2008: Westeuropäische Formel Renault (Platz 18) - 2009: Formel Renault 2.0 Eurocup (Platz 6) - 2009: Westeuropäische Formel Renault (Platz 3) - 2010: Formel Renault 3.5 (Platz 7) - 2011: GP2-Asia-Serie (Platz 23) | - 2011: Formel Renault 3.5 (Platz 13) - 2011: Formel 1 (Testfahrer) - 2012: Toyota Racing Series (Platz 7) - 2012: GP2-Serie (Platz 12) - 2012: Französische GT-Meisterschaft - 2013: GP2-Serie (Platz 20) - 2014: GP2-Serie (Platz 20) | - 2014: Formel Acceleration 1 (Platz 12) - 2014: WEC (Platz 28) - 2014: ELMS, LMP2 (Platz 16) - 2015: GP2-Serie (Platz 16) - 2015: ELMS, LMP2 (Platz 10) - 2016: Formel E (Platz 17) - 2016: WEC |

### Einzelergebnisse in der GP2-Serie
| Jahr | Team                 | 1   | 2   | 3   | 4   | 5   | 6   | 7   | 8   | 9   | 10  | 11  | 12  | 13  | 14  | 15  | 16  | 17  | 18  | 19  | 20  | 21  | 22  | 23  | 24  | Punkte | Rang |
| ---- | -------------------- | --- | --- | --- | --- | --- | --- | --- | --- | --- | --- | --- | --- | --- | --- | --- | --- | --- | --- | --- | --- | --- | --- | --- | --- | ------ | ---- |
| 2012 | Racing Engineering   | MAS | MAS | BRN | BRN | BRN | BRN | ESP | ESP | MON | MON | ESP | ESP | GBR | GBR | GER | GER | HUN | HUN | BEL | BEL | ITA | ITA | SIN | SIN | 60     | 12.  |
| 2012 | Racing Engineering   | 11  | 8   | 21* | DNF | 12  | 10  | 5   | 2   | 9   | 7   | 6   | 5   | 12  | 14  | 15  | 9   | 7   | 2   | 14  | 19  | 15  | 15  | 10  | 15  | 60     | 12.  |
| 2013 | Trident Racing       | MAS | MAS | BRN | BRN | ESP | ESP | MON | MON | GBR | GBR | GER | GER | HUN | HUN | BEL | BEL | ITA | ITA | SIN | SIN | UAE | UAE |     |     | 21     | 20.  |
| 2013 | Trident Racing       | DNF | 21  | 17  | 22  | DNF | 23  | DNF | 21  | 20  | DNF | 17  | 15  | 8   | 1   | 22  | 13  | DNF | 21  | DNF | 10  | 18  | 13  |     |     | 21     | 20.  |
| 2014 | Venezuela GP Lazarus | BRN | BRN | ESP | ESP | MON | MON | AUT | AUT | GBR | GBR | GER | GER | HUN | HUN | BEL | BEL | ITA | ITA | RUS | RUS | UAE | UAE |     |     | 17     | 20.  |
| 2014 | Venezuela GP Lazarus | 23* | 17  | DNF | DNF | 17  | 12  | 22  | 25  | 17  | 12  | 8   | 17  | 8   | 4   | 22  | 15  | 13  | 19* | 10  | 9   | 15  | 13  |     |     | 17     | 20.  |
| 2015 | Lazarus              | BRN | BRN | ESP | ESP | MON | MON | AUT | AUT | GBR | GBR | HUN | HUN | BEL | BEL | ITA | ITA | RUS | RUS | BRN | BRN | UAE | UAE |     |     | 27     | 16.  |
| 2015 | Lazarus              | 7   | 3   | 20  | 12  | 17  | 15  | DNF | 17  | DNF | 21  | 14  | 11  | 7   | 7   |     |     | 14  | 19  | 11  | DNF | 10  | C   |     |     | 27     | 16.  |

### Einzelergebnisse in der FIA-Formel-E-Meisterschaft
| Jahr    | Team       | 1   | 2   | 3   | 4   | 5   | 6   | 7   | 8   | 9   | 10  | Punkte | Rang |
| ------- | ---------- | --- | --- | --- | --- | --- | --- | --- | --- | --- | --- | ------ | ---- |
| 2015/16 | Team Aguri | BEI | PUT | PUN | BUE | MEX | LBH | PAR | BER | LON | LON | 4      | 17.  |
| 2015/16 | Team Aguri | 8   | 15  | 14  |     |     |     |     |     |     |     | 4      | 17.  |

| Legende                      | Legende       | Legende                                                                 |
| Farbe                        | Abkürzung     | Bedeutung                                                               |
| ---------------------------- | ------------- | ----------------------------------------------------------------------- |
| Gold                         | —             | Sieger                                                                  |
| Silber                       | —             | 2. Platz                                                                |
| Bronze                       | —             | 3. Platz                                                                |
| Grün                         | —             | Platzierung in den Punkten                                              |
| Blau                         | —             | Klassifiziert außerhalb der Punkteränge                                 |
| Violett                      | DNF           | Rennen nicht beendet                                                    |
| Violett                      | NC            | nicht klassifiziert                                                     |
| Rot                          | DNQ           | nicht qualifiziert                                                      |
| Schwarz                      | DSQ           | disqualifiziert                                                         |
| Weiß                         | DNS           | nicht am Start                                                          |
| Weiß                         | WD            | zurückgezogen                                                           |
| Weiß                         | C             | Rennen abgesagt                                                         |
| Blanko                       |               | nicht teilgenommen                                                      |
| Blanko                       | DNP           | gemeldet, aber nicht teilgenommen                                       |
| Blanko                       | INJ           | verletzt oder krank                                                     |
| Blanko                       | EX            | ausgeschlossen                                                          |
| sonstige Formate und Zeichen | P/fett        | Pole-Position                                                           |
| sonstige Formate und Zeichen | kursiv        | Schnellste Rennrunde (ab 2017/18: Schnellste Rennrunde der ersten Zehn) |
| sonstige Formate und Zeichen | unterstrichen | Führender in der Gesamtwertung                                          |
| sonstige Formate und Zeichen | °             | FanBoost                                                                |
| sonstige Formate und Zeichen | *             | nicht im Ziel, aufgrund der zurückgelegten Distanz aber gewertet        |
| sonstige Formate und Zeichen | ( )           | Streichresultat                                                         |

### Le-Mans-Ergebnisse
| Jahr | Team                      | Fahrzeug                | Teamkollege      | Teamkollege       | Platzierung | Ausfallgrund |
| ---- | ------------------------- | ----------------------- | ---------------- | ----------------- | ----------- | ------------ |
| 2014 | Murphy Prototypes         | Oreca 03                | Karun Chandhok   | Rodolfo González  | Ausfall     | Unfall       |
| 2015 | Murphy Prototypes         | Oreca 03R               | Karun Chandhok   | Mark Patterson    | Rang 13     |              |
| 2016 | Greaves Motorsport        | Ligier JS P2            | Memo Rojas       | Julien Canal      | Rang 10     |              |
| 2017 | Panis-Barthez Competition | Ligier JS P2            | Timothé Buret    | Fabien Barthez    | Ausfall     | Unfall       |
| 2018 | DragonSpeed               | Oreca 07                | Roberto González | Pastor Maldonado  | Rang 9      |              |
| 2019 | Rebellion Racing          | Rebellion R13           | Gustavo Menezes  | Thomas Laurent    | Rang 5      |              |
| 2020 | Rebellion Racing          | Rebellion R13           | Louis Delétraz   | Romain Dumas      | Rang 4      |              |
| 2023 | Glickenhaus Racing        | Glickenhaus SCG 007 LMH | Franck Mailleux  | Esteban Gutiérrez | Rang 7      |              |

### Einzelergebnisse in der FIA-Langstrecken-Weltmeisterschaft
| Saison  | Team                              | Rennwagen               | 1   | 2   | 3   | 4   | 5   | 6   | 7   | 8   | 9   |
| ------- | --------------------------------- | ----------------------- | --- | --- | --- | --- | --- | --- | --- | --- | --- |
| 2014    | Murphy Prototypes Team Kolles     | Oreca 03 CLM P1/01      | SIL | SPA | LEM | AUS | FUJ | SHA | BAH | SAO |     |
| 2014    | Murphy Prototypes Team Kolles     | Oreca 03 CLM P1/01      |     |     | DNF |     |     |     | DNF |     |     |
| 2015    | Murphy Prototypes                 | Oreca 03                | SIL | SPA | LEM | NÜR | AUS | FUJ | SHA | BAH |     |
| 2015    | Murphy Prototypes                 | Oreca 03                | 13  |     |     |     |     |     |     |     |     |
| 2016    | G-Drive Racing Greaves Motorsport | Oreca 05 Ligier JS P2   | SIL | SPA | LEM | NÜR | MEX | AUS | FUJ | SHA | BAH |
| 2016    | G-Drive Racing Greaves Motorsport | Oreca 05 Ligier JS P2   | 7   | 11  | 10  |     |     |     |     |     |     |
| 2017    | Panis-Barthez Competition         | Ligier JS P2            | SIL | SPA | LEM | NÜR | MEX | AUS | FUJ | SHA | BAH |
| 2017    | Panis-Barthez Competition         | Ligier JS P2            | DNF |     |     |     |     |     |     |     |     |
| 2018/19 | DragonSpeed Rebellion Racing      | Oreca 07 Rebellion R13  | SPA | LEM | SIL | FUJ | SHA | SEB | SPA | LEM |     |
| 2018/19 | DragonSpeed Rebellion Racing      | Oreca 07 Rebellion R13  | 11  | 9   |     |     |     | 7   | 2   | 5   |     |
| 2019/20 | Rebellion Racing                  | Rebellion R13           | SIL | FUJ | SHA | BAH | AUS | SPA | LEM | BAH |     |
| 2019/20 | Rebellion Racing                  | Rebellion R13           |     |     |     | 4   |     |     |     |     |     |
| 2023    | Glickenhaus Racing                | Glickenhaus SCG 007 LMH | SEB | POR | SPA | LEM | MON | FUJ | BAH |     |     |
| 2023    | Glickenhaus Racing                | Glickenhaus SCG 007 LMH |     |     |     | 7   | 8   |     |     |     |     |